# Округ Лампкин (Џорџија)
Округ Лампкин (енгл. Lumpkin County) је округ у америчкој савезној држави Џорџија.

## Демографија
По попису из 2010. године број становника је 29.966, што је 8.95 (42,6%) становника више него 2000. године.
| Група             | 2000.          | 2010.          |
| Белци             | 19.381 (92,2%) | 27.519 (91,8%) |
| Афроамериканци    | 307 (1,5%)     | 340 (1,1%)     |
| Азијати           | 79 (0,4%)      | 138 (0,5%)     |
| Хиспаноамериканци | 728 (3,5%)     | 1.344 (4,5%)   |
| Укупно            | 21.016         | 29.966         |